# Кастильос
Кастильос (исп. Castillos) — город на юго-востоке Уругвая, на территории департамента Роча.

## География
Город находится в восточной части департамента, к северо-востоку от одноимённого озера, на высоте 43 метров над уровнем моря.
Кастильос расположен на расстоянии приблизительно 52 километров к северо-востоку от Рочи, административного центра департамента и на расстоянии 217 километров к востоку-северо-востоку (ENE) от Монтевидео, столицы страны. Ближайший гражданский аэропорт расположен в городе Роча.

## История
Город был основан 19 апреля 1866 года под именем Сан-Висенте-де-Кастильос. Происхождение топонима связано с названием часовни Сан-Висенте-де-Мартин-Кастильос. Получил статус малого города (Villa) 3 мая 1909 года. Получил статус города (Ciudad) 3 ноября 1952 года.

## Население
По данным переписи 2011 года, население составляло 7 541 человек.
| Год  | Население |
| ---- | --------- |
| 1963 | 5 957     |
| 1975 | 7 260     |
| 1985 | 6 836     |
| 1996 | 7 346     |
| 2004 | 7 649     |
| 2011 | 7 541     |

Источник: Instituto Nacional de Estadística de Uruguay